# Aller-retour
Aller-retour – płyta francuskiego rapera La Fouine'a, wydana w 2007 roku. Do najbardziej znanych utworów znajdujących się na płycie, należą Qui peut me stopper? oraz Reste en chien wykonany z raperem Booba.

## Lista utworów
1. Intro
2. Qui peut me stopper?
3. Reste en chien
4. Drôle de parcours
5. Tombé pour elle - Amel Bent, La Fouine
6. La Danse du ghetto
7. C'est pas la peine
8. Ma tabatière (chronique d'un dealeur)
9. Contrôle abusif
10. Laissez-moi dénoncer
11. Banlieue sale
12. On s'en bat les couilles
13. Cœur du problème
14. Je regarde là-haut
15. Ma life
16. Partout pareil
17. Quel est mon rôle: outro